# ميدلفارت
ميدلفارت هي مدينة في وسط الدنمارك، ويبلغ عدد سكانها 15.986 نسمة اعتبارًا من يناير 2020. المدينة هي المقر البلدي لبلدية ميدلفارت في جزيرة فين (بالدنماركية: Fyn)‏.

## المشاهير

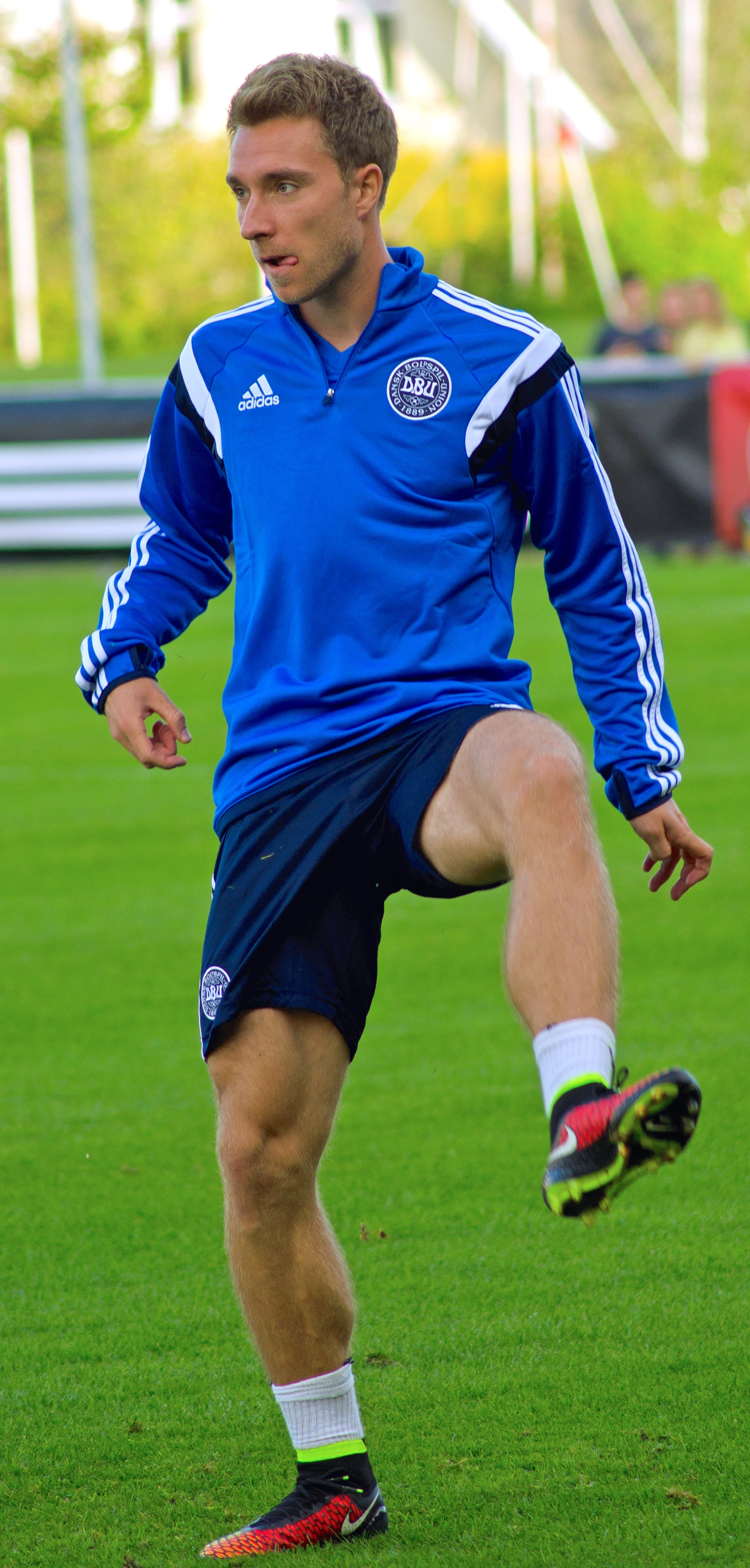
كريستيان إريكسن

- كريستيان شرودر [الإنجليزية] (1869 في ميدلفارت – 1940) ممثل سينمائي وكاتب سيناريو ومخرج [3]
- جون ويتيج [الإنجليزية] (1921 في ميدلفارت – 1987) ممثل سينمائي دنماركي [4]
- بول أوفه جنسن (مواليد 1971 في كوسلوند) مهندس معماري دنماركي، وخاصةً الجسور
- كريستيان جنسن (مواليد 1971 في ميدلفارت) سياسي دنماركي ووزير حكومي

### الرياضة
- سورن مادسن (مواليد 1976 في ميدلفارت) مجدّف، حائز على الميدالية البرونزية في دورة الألعاب الأولمبية الصيفية لعام 2000
- كريستيان إريكسن (مواليد 1992 في ميدلفارت) لاعب كرة قدم، يلعب مع إنتر ميلان، وقد خاض حتى الآن أكثر من 100 مباراة دولية مع الدنمارك، وهو أول لاعب دنماركي يسجل خمسين هدفاً في الدوري الإنجليزي (فعلها مع توتنهام هوتسبير).
- راسموس فالك ينسن (مواليد 1992 في ميدلفارت) لاعب كرة قدم.

## المدن التوأم – المدن الشقيقة
توأمت ميدلفارت مع:
- أوسكارسهامن [الإنجليزية]، السويد[5]

## وصلات خارجية
- بلدية ميدلفارت